# Ella Maisy Purvis
Ella Maisy Purvis, född den 2 juni 2003 i London, är en brittisk skådespelare.
Ella Maisy Purvis är utbildad vid London Academy of Music and Dramatic Art. Hon har bland annat medverkat i TV-serierna A Kind of Spark och Patience. I den sistnämnda spelade hon titelkaraktären som Patience Evans.

## Filmografi (i urval)
- 2023–2024 – A Kind of Spark (TV-serie)
- 2025 – Patience (TV-serie)